# 学校心理学
学校心理学（がっこうしんりがく、英語：school psychology）とは、学校教育の現場において、心理教育的援助サービスの充実を図ろうとする学問である。
認定心理士や公認心理師の指定科目としては、教育・学校心理学として、教育心理学とともに括られるほか、教育心理学の一領域として捉えられることもある。

## 概要
学校心理学の概念は、石隈利紀が、『学校心理学～教師・スクールカウンセラー・保護者のチームによる心理教育的援助サービス』で、「学校教育」と「心理学」を統合する学問体系として提唱した。学校心理学に基づく援助には、具体的にアセスメント、カウンセリング、コンサルテーション、コーディネーションなどがある。また、特別支援教育の現場で用いる具体的な手法も提案している。
学校心理学に関する学会としては、日本学校心理学会があり、学校心理学に関する研究の活性化が図られている。学校心理学に関する各種の研究は、研究誌『学校心理学研究』に掲載されている。福沢周亮・石隈利紀・小野瀬雅人責任編集、日本学校心理学会編集の参考書『学校心理学ハンドブック』（教育出版）は、学校心理学の研究成果をまとめた小型の書籍である。また学校心理士資格認定委員会編集の『学校心理学ガイドブック』は、学校心理学の基礎知識が整理してある。
学校心理学に関する資格としては「学校心理士」がある。5学会（日本教育心理学会、日本発達心理学会、日本発達障害学会、日本特殊教育学会、日本LD学会）および4連携学会（日本学校心理学会、日本応用教育心理学会、日本生徒指導学会、日本学校カウンセリング学会）からなる学校心理士認定運営機構（現在は一般社団法人）が認定している資格である。学校心理士は、生徒指導や教育相談の担当、特別支援教育コーディネーター、スクールカウンセラーなどとして活動している。